# 방음벽

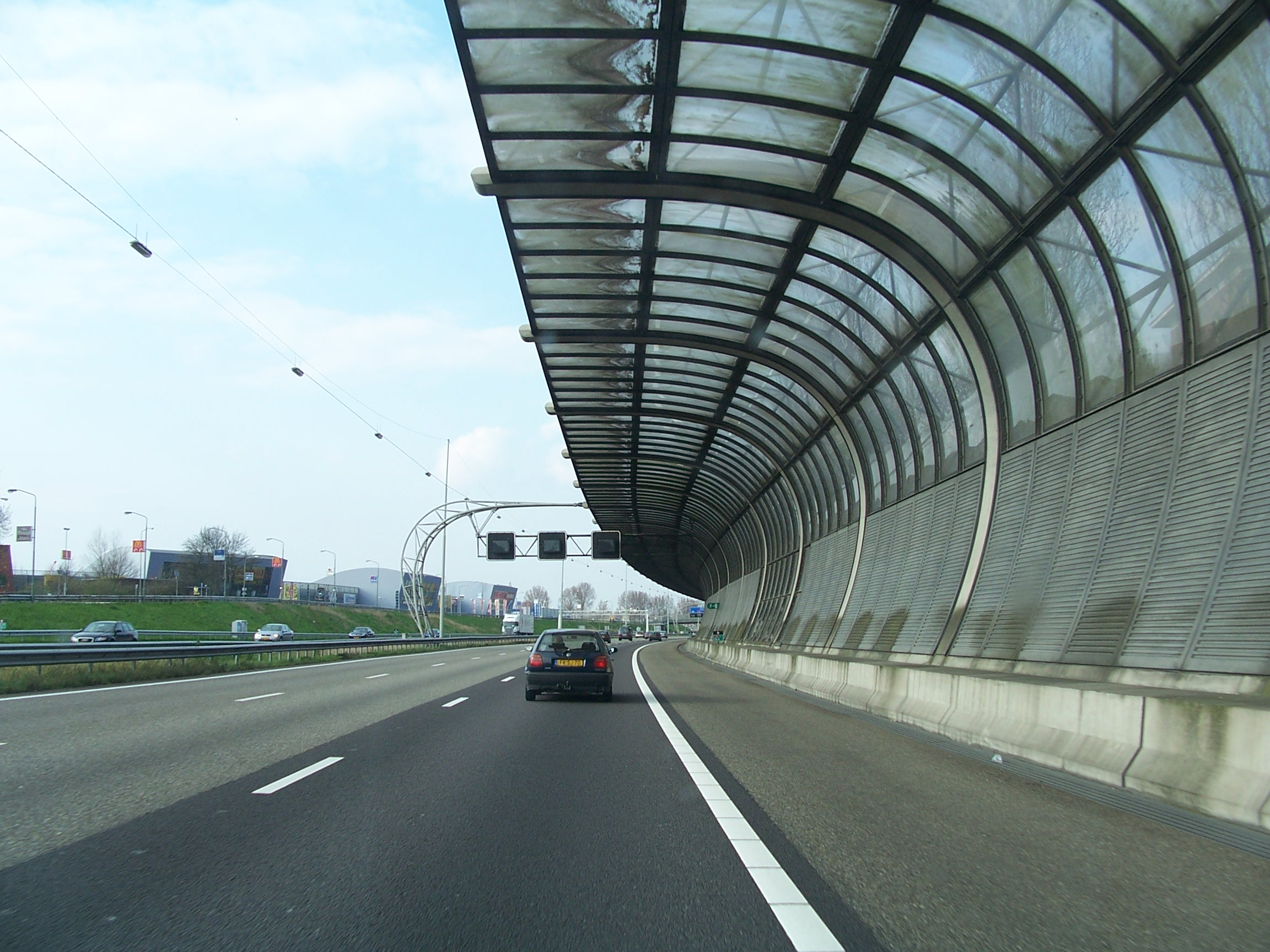
도로의 방음벽 (네덜란드)

방음벽(防音壁)은 소음을 발생하는 시설에서 그 소음을 막기 위해 설치되는 벽이다.

## 문제점
이곳에는 조류들이 충돌해 죽기도 한다. 또한 화재가 일어나면 방음벽은 쉽게 녹아내릴 수 있다.

## 같이 보기
- 방음